# Consthum
Consthum (luxemburgisch Konstemⓘ) ist eine Ortschaft der luxemburgischen Gemeinde Parc Hosingen. Bis Ende 2011 war Consthum der Hauptort der gleichnamigen Gemeinde, die zum Kanton Clerf gehörte. Die Gemeinde Consthum wurde zum 1. Januar 2012 mit Hosingen und Hoscheid zur Gemeinde Parc Hosingen fusioniert.

## Zusammensetzung der ehemaligen Gemeinde
Zur ehemaligen Gemeinde gehörten die Ortschaften Consthum und Holzthum.

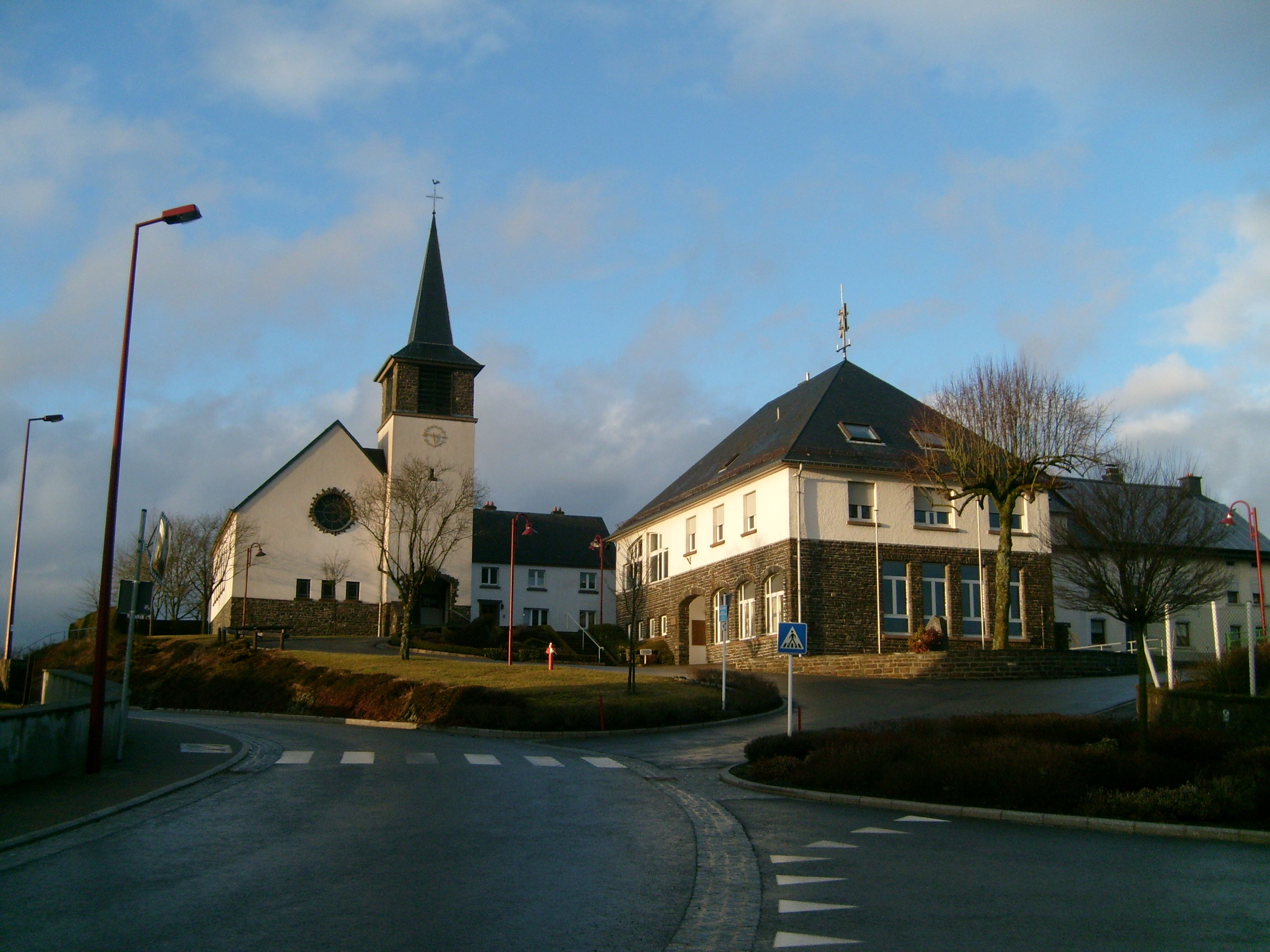
Kirche in Consthum

## Persönlichkeiten
- Henry Tosseng (1900–1972), Radrennfahrer